# Rue du Roi-Doré
Rue du Roi-Doré är en gata i Quartier des Archives i Paris tredje arrondissement. Gatan är uppkallad efter en förgylld byst föreställande Ludvig XIII. Rue du Roi-Doré börjar vid Rue de Turenne 77 och slutar vid Rue de Thorigny 20.

## Omgivningar
- Saint-Denys-du-Saint-Sacrement
- Impasse Saint-Claude
- Rue Saint-Claude
- Rue Sainte-Anastase
- Rue Debelleyme

## Bilder
| - Gatuskylt. - Saint-Denys-du-Saint-Sacrement. - Kyrkans klocktorn fotograferat från Impasse Saint-Claude. |

## Kommunikationer
- Tunnelbana – linje  – Saint-Sébastien – Froissart
- Busshållplats Saint-Claude – Paris bussnät, linje 96

### Webbkällor
- ”Rue du Roi-Doré”. Mairie de Paris. https://web.archive.org/web/20150910064554/http://www.v2asp.paris.fr/commun/v2asp/v2/nomenclature_voies/Voieactu/8295.nom.htm. Läst 19 oktober 2023.
- ”Rue du Roi-Doré (3ème arrondissement)”. Les rues de Paris. https://web.archive.org/web/20190929083801/http://www.parisrues.com/rues03/paris-03-rue-du-roi-dore.html. Läst 19 oktober 2023.